# إد عبد السلام (إدوار حمان)
إد عبد السلام هو دُوَّار يقع بجماعة سيدي عبد الله أو بلعيد، إقليم سيدي إفني، جهة كلميم واد نون في المملكة المغربية. ينتمي الدوّار لمشيخة إدوار حمان التي تضم 29 دوار. يقدر عدد سكانه بـ 32 نسمة حسب الإحصاء الرسمي للسكان والسكنى لسنة 2004.

## روابط خارجية
- البوابة الوطنية للجماعات الترابية
- المندوبية السامية للتخطيط